# C/1968 N1 Honda
C/1968 N1 Honda è una cometa non periodica con orbita iperbolica. La cometa è stata scoperta il 6 luglio 1968 dall'astrofilo giapponese Minoru Honda quando era di 8a; Shigehisa Fujikawa, un altro astrofilo giapponese, ne fece la scoperta indipendente solo 20 minuti dopo Honda. La cometa raggiunse la massima luminosità, la 6a, il 5 settembre 1968, quando passò alla minima distanza dalla Terra.